# جينيفر أ. دورسي
جينيفر أ. دورسي (بالإنجليزية: Jennifer A. Dorsey)‏ هي قاضية ومحامية أمريكية، ولدت في 26 أبريل 1971 في وادي لاس فيغاس في الولايات المتحدة.